# Larissa Inangorore
Larissa Inangorore (* 1. April 1984) ist eine ehemalige burundische Schwimmerin. 

## Leben
Inangorore nahm an den Olympischen Sommerspielen 2004 über 100 Meter Freistil der Frauen teil, wo sie mit einer Zeit von 1:23,90 min den 49. Platz belegte. Sie qualifizierte sich bei den Afrikaspielen 2003 in Abuja mit einer Zeit von 1:26,31 min. Zudem nahm sie an den Schwimmweltmeisterschaften 2001 und 2003 teil.